# Михаил Пердикарис
Михаил Пердикарис (на гръцки: Μιχαήλ Περδικάρης) е гръцки учен, лекар и писател.

## Биография
Роден е в 1766 година в македонския град Кожани, тогава в Османската империя, днес в Гърция. Завършва обучението си в Кожани и Костур и отива в Букурещ, а след три години – в Падуа, където учи медицина. Връща се в Кожани, където практикува медицинската професия и придобива голяма известност. Нает е като лекар на Мухтар паша в Навпакт. По-късно служи при други турски официални лица в района на Македония. През 1828 година Йоанис Каподистрияс го кани да отиде в Навплио в новосъздадената гръцка държава, но това е осуетено от внезапната смърт на Пердикарис.

## Трудове
Пердикарис е известен най-вече със своята литературна дейност. Приживе публикува следните произведения:
- Ερμήλος Δημοκριθηράκλειτος, Μιχαήλου του Περδικάρι ιατρού, τόμος πρώτος 1817. Книгата е сборник стихове, разделена на три части. В тази работа Пердикарис атакува силно разлагащото се според него съвременно общество и особено буржоазията – търговци, лекари, както и духовниците. Също така изразява несъгласието си с идеите на Просвещението.
- Προδιοίκησις εις τον Ερμήλον ή Δημοκριθηράκλειτον...περιέχουσα την Απολογίαν του Ποιητού, την Αλληγορίαν του Ποιήματος και την Είδησιν δια την άτακτον έκδοσιν του Ερμήλου, 1817. Книгата е написана в проза и също съдържа неговите възгледи за проблемите на своето време.
- Пет писма в стихове до колегата му и приятел Георгиос Сакелариос влизат в книгата на Сакелариос Ποιημάτια, Виена, 1817.
- Διομηδειάς ή Ύμνος Διομήδους, описва в ямбичен петнадесетсричков стих, странстванията на омировия герой от падането на Троя до завръщането си в Аргос
- Ρήγας ή κατά των ψευδοφιλλελήνων, книга в проза, в която яростно атакува Ригас Фереос
- Οδός Μαθηματικής, 1805
- Νοητός Διάκοσμος

Автор е и на много трактати по медицински въпроси.